# Meat Puppets
Meat Puppets és un grup de música rock estatunidenc. Els seus components són els germans Kurt i Chris Kirkwood.

## Discografia
- Meat Puppets (1982)
- Meat Puppets II (1984)
- Up on the Sun (1985)
- Out My Way (1986)
- Mirage (1987)
- Huevos (1987)
- Monsters (1989)
- Forbidden Places (1991)
- Too High to Die (1994)
- No Joke! (1995)
- Golden Lies (2000)
- Rise to Your Knees (2007)
- Sewn Together (2009)
- Lollipop (2011)
- Rat Farm (2013)
- Dusty Notes (2019)